# 阿里·福爾曼
阿里·福爾曼（希伯來語：‎，1962年12月17日—）是一位以色列電影導演、編劇和電影配樂作曲家。他最出名的作品包含動畫紀錄片《與巴席爾跳華爾滋》以及《動漫影后》。他目前計劃根據安妮·弗蘭克在第二次世界大戰期間的生活改編成動畫電影。

## 作品
- Sha'anan Si (1991)
- Saint Clara (1996)
- Made in Israel (2001)
- 與巴席爾跳華爾滋 (2008)
- 動漫影后 (2013)
- Where Is Anne Frank?[5]

## 外部連結
- 阿里·福爾曼在互联网电影资料库（IMDb）上的資料（英文）